# Episodio con beso lésbico
Las cadenas de televisión estadounidenses han creado un subgénero en la representación del lesbianismo en las series denominado episodio con beso lésbico. Consiste en incluir un episodio en la serie donde se dan un beso uno de los personajes femeninos, supuestamente heterosexual hasta entonces, y una lesbiana, una mujer bisexual, o una mujer que sospecha que pueda serlo. En la mayoría de los casos la relación entre ambas mujeres no continúa pasado este episodio y la lesbiana o supuesta lesbiana no vuelve a aparecer más. La moda se inició en 1991 con un beso en la serie L.A. Law, en el episodio "He's a Crowd" entre C. J. Lamb y Abby Perkins,
The New York Times analizando el fenómeno del episodio lésbico concluye que el episodio con el beso entre mujeres a menudo se usa como un truco en periodos bajos, o en las épocas en las que las cadenas de televisión usan las cuota de pantalla para determinar el precio de los anuncios. Según ellos los besos lésbicos son:

Eminentemente visuales; baratos, siempre que los actores estén dispuestos; polémicos, año sí y año no y elegantemente reversibles (las lesbianas de la audiencia generámente desaparecen o se vuelven heterosexuales cuando se pasa la semana), los besos entre mujeres son el perfecto truco para las audiencias. Ofrecen algo para todos, desde los grupos de defensa de los derechos que buscan papeles con modelos de comportamiento hasta a los conservadores deseosos de quejarse de indignación, desde los desorbitados de los espectadores masculinos hasta los femeninos progresistas, desde los tiranos que demandan complejidad psicológica en los argumentos hasta los inexpertos en argumentos.

L.A. Law parecía ser una excepción a la regla de la relación efímera ya que el personaje de Abby, hasta entonces heterosexual, considera brevemente la posibilidad de una relación con la bisexual C. J., aunque esta la rechazó. Pero Michele Greene, que interpretó a Abby en L. A. Law, confirmó en una entrevista a AfterEllen.com que su beso con Amanda Donohoe fue una treta para subir audiencia y que no había ninguna intención de los productores de explorar seriamente la posibilidad de plasmar la relación entre dos mujeres.

## Series
Entre las series que incluyen un episodio con beso lésbico están: 
| Programa                                       | Título                                                         | Traducción del título                                        | Fecha de emisión en EE. UU.                                                       | Personajes que se besan / Comentarios |
| ---------------------------------------------- | -------------------------------------------------------------- | ------------------------------------------------------------ | --------------------------------------------------------------------------------- | --- |
| L. A. Law                                      | "He's a Crowd"                                                 | Él es una multitud                                           | 7 de febrero de 1991                                                              | C. J. Lamb y Abby Perkins. |
| Picket Fences                                  | "Sugar & Spice"                                                | Azúcar y picante                                             | 29 de abril de 1993                                                               | Kimberly Brock y Lisa Fenn. Tras negociaciones entre el productor David E. Kelley y CBS, la escena fue rodada una segunda vez con una luz más baja. Lisa (Alexondra Lee) never reappears on the series. |
| Roseanne                                       | "Don't Ask, Don't Tell"                                        | No pregunte, no diga                                         | 1 de marzo de 1994                                                                | Roseanne Conner y Sharon. No se muestra el contacto completo. Sharon (Mariel Hemingway) hace otro cameo en el episodio "December Bride", en la que se muestra la boda entre dos hombres. |
| Lifestories: Families in Crisis                | "More Than Friends: The Coming Out of Heidi Leiter"            | Más que amigas: la salida del armario de Heidi Leiter        | 7 de marzo de 1994                                                                | Heidi Leiter (Sabrina Lloyd) y Missy (Kate Anthony). Basado en la verdadera historia de Heidi Leiter, que asistió a la promoción de su curso en Virginia con su novia. Ninguno de los personajes volvió a aparecer en la serie. |
| Star Trek: espacio profundo nueve              | "Rejoined"                                                     | Unidas de nuevo                                              | 30 de octubre de 1995                                                             | Jadzia Dax y Lenara Kahn. Lenara Kahn (Susanna Thompson) nunca volvió a aparecer en la serie. Una vez unidas en un Trills el personaje ha sido heterosexual. |
| Relativity                                     | "The Day the Earth Moved"                                      | El día que la Tierra se movió                                | 11 de enero de 1997                                                               | Rhonda y Suzanne. La serie se canceló cuatro episodios después. |
| Sex and the City                               | "Bay of Married Pigs" "Boy, Girl, Boy, Girl..."                | La bahía de los cochinos casados Chico, chica, chico, chica… | 21 de junio de 1998 25 de junio de 2000                                           | Miranda Hobbes y Syd. Miranda besa a Syd (Joanna Adler) para probarse que no es lesbiana, y Syd nunca vuelve a aparecer. Carrie Bradshaw y Dawn. Dawn (Alanis Morissette) nunca vuelve a aparecer en la serie. |
| Ally McBeal                                    | "Happy Trails" "Buried Pleasures"                              | Las huellas felices Placeres enterrados                      | 9 de noviembre de 1998 1 de noviembre de 1999                                     | Ally McBeal y Georgia Thomas. Ally McBeal y Ling Woo. Estos episodios son atípicos por tratarse todas las implicadas en los besos de personajes regulares de la serie. |
| Party of Five                                  | "I'll Show You Mine"                                           | Te enseñare el mio                                           | 5 de mayo de 1999                                                                 | Julia Salinger y Perry Marks. Perry (Olivia d'Abo) aparece sólo en un episodio más. |
| Talk to Me                                     | "About Being Gay"                                              | Sobre ser gay                                                | 11 de abril de 2000                                                               | Janey (Kyra Sedgwick) y Teresa (Paulina Porizkova). Janey flirtea con Teresa que resulta ser lesbiana, por un desafío de sus amigos. Tras el beso decide que no es lesbiana. |
| Buffy the Vampire Slayer                       | "The Body" "The Killer in Me" "Storyteller" "Touched" "Chosen" | El cuerpo El asesino en mi El cuentacuentos Tocada Elegida   | 27 de febrero de 2001 4 de febrero, 25 de febrero, 6 de mayo y 20 de mayo de 2003 | Willow Rosenberg y Tara Maclay. Willow (Alyson Hannigan) era uno de los personajes principales y Tara (Amber Benson) un personaje recurrente. "The Body" fue emitido en la quinta temporada, aunque ambas mantenían una relación desde mediada la cuarta temporada, y permanecieron juntas hasta la sexta, cuando Tara muere. En la séptima temporada Willow conocerá a Kennedy (Iyari Limon) con la que se besará por primera vez en "The Killer in Me". Su sesión de sexo en "Touched" fue la primera escena de sexo lésbico en una serie de televisión estadounide. |
| Friends                                        | "The One with Rachel's Big Kiss"                               | El del gran beso de Rachel                                   | 26 de abril de 2001                                                               | Rachel (Jennifer Aniston) besa a Melissa (Winona Ryder). Y para finalizar lo hace con Phoebe (Lisa Kudrow) |
| Once and Again                                 | "The Gay-Straight Alliance"                                    | La alianza gay-hetero                                        | 11 de marzo de 2002                                                               | Jessie Sammler y Katie Singer. Katie (Mischa Barton) aparece en tres episodios más. |
| Crossing Jordan                                | "Scared Straight"                                              | Hetero asustado                                              | 18 de noviembre de 2002                                                           | Jordan Cavanaugh y Detective Tallulah "Lu" Simmons. El episodio insinúa la posible bisexualidad del personaje protagonista. |
| Fastlane                                       | "Strap On"                                                     | Atrapada                                                     | 17 de enero de 2003                                                               | Billie Chambers y Sara Matthews. Sarah (Jaime Pressley) nunca volvió a aparecer en la serie. |
| One Tree Hill                                  | "The Heart Brings You Back"                                    | El corazón te lleva atrás                                    | 25 de enero de 2005                                                               | Peyton Sawyer y Anna Taggaro. Anna (Daniella Alonso) aparece en cuatro episodios más. |
| The O.C.                                       | "The Lonely Hearts Club"                                       | El club de los corazones solitarios                          | 10 de febrero de 2005                                                             | Marissa Cooper y Alex Kelly. Alex (Olivia Wilde) dejó la serie cuatro episodios después. |
| Dirt                                           | "Ita Missa Est"                                                | Así es la misa (imita a Ite, misa est id)                    | 27 de marzo de 2007                                                               | Lucy Spiller (Courtney Cox) y Tina Harrod (Jennifer Aniston). El episodio insinúa una antigua relación entre ambas. Tina nunca vuelve a aparecer en la serie. |
| Kyle XY                                        | "Free to Be You and Me"                                        | Libres para ser tu y yo                                      | 23 de julio de 2007                                                               | Lori Trager and Hillary. Lori (April Matson) was a series regular and Hillary (Chelan Simmons) was a recurring character. |
| House M. D.                                    | "Lucky Thirteen"                                               | La trece de la suerte                                        | 21 de octubre de 2008                                                             | Dra. Remy 'Trece' Hadley y Spencer. Trece (Olivia Wilde) y Spencer (Angela Gots) tienen sexo lésbico al inicio del capítulo. Spencer sólo aparece como paciente en ese mismo episodio. |
| Desperate Housewives                           | "The Story of Lucie and Jessie"                                | La historia de Lucie y Jessie                                | 15 de marzo de 2009                                                               | Susan y su jefa, Jessie; Susan y Gabrielle. Susan (Teri Hatcher) y Gabrielle (Eva Longoria) son personajer protagonistas, Jessie (Swoosie Kurtz) era una actriz invitada. |
| Greek                                          | "Dearly Beloved" "Divine Secrets and the ZBZ Sisterhood"       | Mortalmente enamoradas Secretos divinos y la hermandad ZBZ   | 4 de mayo de 2009 18 de mayo de 2009                                              | Rebecca Logan y Robyn Wylie. Rebecca y Robyn; Rebecca y Casey Cartwright. El beso en "Dearly Beloved" abrió un episodio monográfico triple en el que Rebecca (Dilshad Vadsaria) cuestiona su sexualidad. Terminando en "Divine Secrets" donde Rebecca decide que no era lesbiana y que su reacción al beso fue por la novedad. Robyn (Anna Osceola) no volvió a aparecer. |
| The Cleveland Show                             | "Pilot"                                                        | Piloto                                                       | 27 de septiembre de 2009                                                          | Lois Griffin y Bonnie Swanson. |
| Héroes                                         | "Hysterical Blindness"                                         | Ceguera histérica                                            | 12 de octubre de 2009                                                             | Claire Bennet y Gretchen Berg. Gretchen (Madeline Zima) besa a Claire (Hayden Panettiere) y confiesa haberse enamorado. Panettiere, que tuvo experiencias lésbicas adolescentes, convenció a los productores de incluir esta línea argumental. |
| Eastwick                                       | "Mooning and Crooning"                                         | Vagar y tararear                                             | 21 de octubre de 2009                                                             | Joanna Frankel y Penny Higgens. Both Joanna (Lindsay Price) y Penny (Sara Rue) son personajes habituales de la serie. |
| FlashForward                                   | "Gimme Some Truth"                                             | Dame algo de verdad                                          | 22 de octubre de 2009                                                             | Janis Hawk y Maya. Hasta la fecha Maya (Navi Rawat) no ha vuelto a aparecer. |
| Gossip Girl                                    | "They Shoot Humphreys, Don't They?"                            | Dispararon a Humphreys, ¿no?                                 | 9 de noviembre de 2009                                                            | Vanessa Abrams (Jessica Szohr) y Olivia Burke (Hilary Duff). Las dos se besan como parte de un trío con Dan Humphrey (Penn Badgley). |
| Shameless (serie de televisión estadounidense) | "A bottle of Jean Nate"                                        | Una botella de Jean Nate                                     | 19 de febrero de 2012                                                             | Fiona Gallagher (Emmy Rossum) y Jasmine (Amy Smart). Jasmine besa Fiona y confesándole que esta enamorada de ella. |